# Christina Stage
Maud Eva Christina Stage, född Lundgren den 11 januari 1943, är en svensk professor emerita i pedagogiska mätningar och tidigare vetenskaplig ledare för högskoleprovet, verksam vid Umeå universitet.
Stage växte upp i Lillarmsjö, någon mil från Bjurholm i Västerbotten. Hon utbildade sig först till småskollärare vid dåvarande Lärarhögskolan i Umeå och arbetade läsåret 1963/1964 i Vännäs kommun, innan hon inledde studier vid Umeå universitet.
Kurser i statistik, statskunskap, sociologi och pedagogik resulterade 1967 i en fil. kand, som året därpå utökades med betyg i psykologi. Från 1968 hade hon anställningar vid pedagogiska institutionen som amanuens, assistent och extraordinarie universitetslektor, och deltog under ledning av professor Sten Henrysson i en rad forskningsprojekt inför införandet av högskoleprovet 1977  – inte minst den så kallade Kompetensutredningen 1970.
I samband med att hon 1975 tog psykologexamen lade hon fram uppsatsen Intellektuella könsdifferenser   – ett område hon senare återvänt till i sin forskning – och fortsatte därefter vid pedagogiska institutionen som forskningsassistent.
Åren 1981–1983 arbetade hon för Unesco som expert i utbildningspsykologi, men återvände sedan till Umeå, där hon våren 1985 disputerade i pedagogik med avhandlingen Gruppskillnader i provresultat. Uppgiftsinnehållets betydelse för resultatskillnader mellan män och kvinnor på prov i ordkunskap och allmänorientering. Hon var också tidigt engagerad i forskning kring IRT (item response theory).
Stage var åren 1992–1996 projektledare för högskoleprovet, och från 1996 dess vetenskapliga ledare – nu på den nybildade Institutionen för beteendevetenskapliga mätningar där hon 1999 utsågs till professor. I den rollen medverkade hon till utvecklingen av det nya prov som infördes hösten 2011 med de nya delproven XYZ (problemlösning), KVA (kvantitativa jämförelser) och MEK (meningskomplettering), som sammantaget medförde att provet innehåller lika många verbala och kvantitativa uppgifter – 80 av vardera.
Efter pensioneringen vid årsskiftet 2011/2012 flyttade hon tillsammans med maken, nationalekonomen Jørn Stage (född 1941), som även han varit verksam vid Umeå universitet, till Skagen i Danmark.
Christina och Jørn Stage är föräldrar till Jesper Stage, professor i nationalekonomi vid Luleå tekniska universitet.

## Publikationer i urval
- Henrysson, Sten; Elgqvist-Salzman, Inga; Stage, Christina (1970). ”Prognos av framgång vid Umeå universitet”. i Kompetensutredningen. Kompetensutredningen 5 Behörighet, meritvärdering, studieprognos : specialundersökningar av kompetensfrågor. Statens offentliga utredningar, 0375-250X ; 1970:20. Stockholm: Ecklesiastikdep. sid. 247–273. Libris 804309
- Stage, Christina (1976). Metoder för att bedöma testrättvisa. Spånor från Spint, 99-1688718-7 ; 07. Umeå: Univ. Libris 1620449
- Stage, Christina (1985) (pdf). Gruppskillnader i provresultat: uppgiftsinnehållets betydelse för resultatskillnader mellan män och kvinnor på prov i ordkunskap och allmänorientering = [Group differences in test results : [the significance of test item contents for sex differences in results on tests on vocabulary and general knowledge]]. Akademiska avhandlingar vid Pedagogiska institutionen, Umeå universitet, 0281-6768 ; 17. Umeå: City. Libris 7615456. ISBN 9171741925. https://umu.diva-portal.org/smash/get/diva2:156278/FULLTEXT02.pdf
- Stage, Christina (1990). Gruppdifferenser och bias. PM : pedagogiska mätningar, 1100-696X ; 39. Umeå: Pedagogiska institutionen, Univ. Libris 1232141
- Stage, Christina (1992). Betyg och högskoleprov. PM : pedagogiska mätningar, 1100-696X ; 53. Umeå: Univ. Libris 1343936
- Stage, Christina; Ögren Gunilla (2001). Högskoleprovets utveckling under åren 1977-2000: provets sammansättning och provdeltagargruppens sammansättning och resultat. PM : pedagogiska mätningar, 1100-696X ; 169. Umeå: Enheten för pedagogiska mätningar, Umeå universitet. Libris 8408762
- Stage, Christina; Hamrén Mats, Jonsson Christina (2006). Viktning av delproven i högskoleprovet [Elektronisk resurs]. BVM / Institutionen för beteendevetenskapliga mätningar, Umeå universitet, 1652-7313 ; 19. Umeå: Institutionen för beteendevetenskapliga mätningar, Umeå. Libris 12767800. http://urn.kb.se/resolve?urn=urn:nbn:se:umu:diva-14512